# Cullen jaubertianum
Cullen jaubertianum là một loài thực vật có hoa trong họ Đậu. Loài này được (Fenzl) C.H.Stirt. miêu tả khoa học đầu tiên.